# Tomosvaryella karakalaensis
Tomosvaryella karakalaensis är en tvåvingeart som beskrevs av Kuznetzov 1994. Tomosvaryella karakalaensis ingår i släktet Tomosvaryella och familjen ögonflugor.
Artens utbredningsområde är Turkmenistan. Inga underarter finns listade i Catalogue of Life.